# Maynard Ferguson
Walter Maynard Ferguson (Montreal, Quebec; 4 de mayo de 1928-Ventura, California; 23 de agosto de 2006) fue un trompetista y fliscornista canadiense de jazz.

## Biografía
Comenzó su carrera a los 13 años como solista en Canadá, llegando de muy joven a formar su propio grupo. Tocó con músicos de la talla de Dizzy Gillespie y Stan Kenton. Su fama se extendió al realizar la música de la película Rocky, «Ahora voy a volar» [«Gonna fly now»], protagonizada por Sylvester Stallone. Por dicha canción fue nominado a los premios Grammy en 1978.

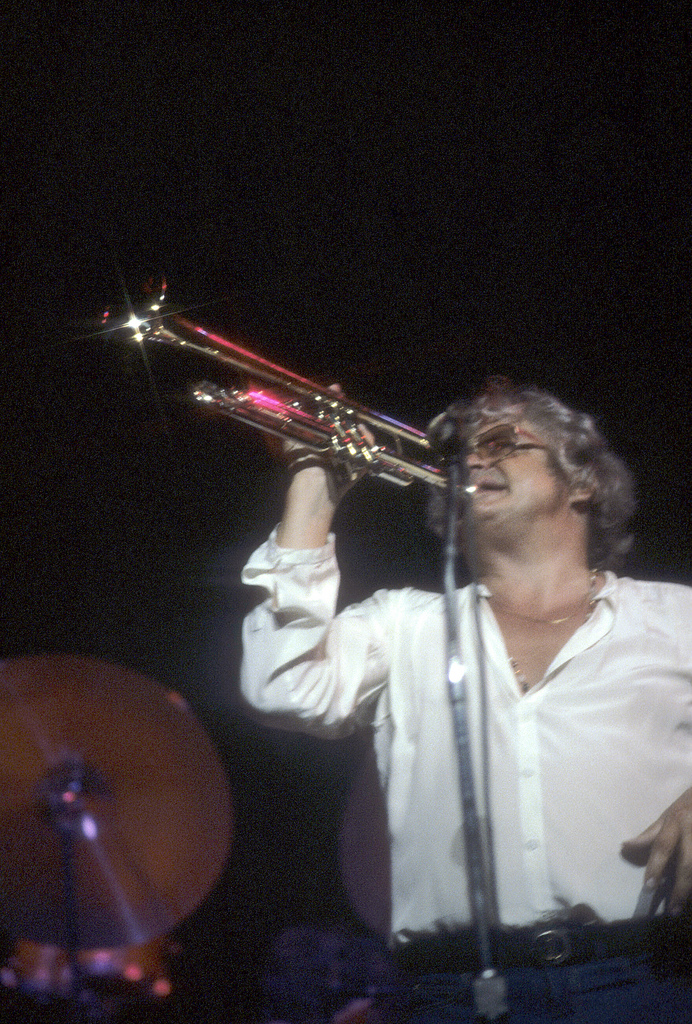
Maynard Ferguson durante una actuación.

## Discografía
- 1953 - Jam Session Featuring Maynard Ferguson.
- 1954 - Stratospheric.
- 1954 - Dimensions.
- 1954 - Maynard Ferguson's Hollywood Party.
- 1955 - Maynard Ferguson Octet.
- 1955 - Around the Horn.
- 1956 - The Birdland Dream Band, Vol. 1.
- 1956 - Maynard Ferguson and His Original Dreamband [live].
- 1957 - Boy with Lots of Brass.
- 1957 - The Birdland Dream Band, Vol. 2.
- 1958 - Swingin' My Way through College.
- 1958 - A Message from Newport.
- 1959 - Jazz for Dancing.
- 1960 - Newport Suite.
- 1960 - Maynard '61
- 1960 - Two's Company
- 1960 - Let's Face the Music and Dance
- 1961 - "Straightaway" Jazz Themes
- 1962 - Maynard '62
- 1962 - Maynard '63
- 1962 - Message from Maynard
- 1964 - Come Blow Your Horn
- 1964 - Color Him Wild
- 1964 - Blues Roar
- 1964 - The New Sound of Maynard Ferguson
- 1965 - The World of Maynard Ferguson
- 1965 - Maynard Ferguson Sextet
- 1965 - Six by Six: Maynard Ferguson and Sextet
- 1966 - Ridin' High
- 1967 - Sextet 1967 [live]
- 1967 - Orchestra 1967 [live]
- 1967 - Trumpet Rhapsody
- 1970 - MF Horn 1.
- 1971 - Magnitude.
- 1972 - MF Horn 2.
- 1973 - MF Horn 3.
- 1973 - MF Horn 4 and 5: Live at Jimmy's.
- 1974 - Chameleon.
- 1976 - Primal Scream.
- 1977 - Conquistador.
- 1977 - New Vintage.
- 1978 - Carnival.
- 1979 - Hot.
- 1980 - It's My Time.
- 1982 - Hollywood.
- 1983 - Storm.
- 1984 - Live from San Francisco.
- 1986 - Body and Soul.
- 1987 - High Voltage, Vol. 1.
- 1988 - High Voltage, Vol. 2.
- 1988 - Big Bop Nouveau.
- 1992 - Footpath Cafe.
- 1993 - Dues.
- 1993 - Live from London.
- 1994 - Live at Peacock Lane Hollywood 1957.
- 1994 - Live at the Great American Music Hall, Part 1.
- 1994 - These Cats Can Swing.
- 1995 - Live at the Great American Music Hall, Part 2.
- 1996 - One More Trip to Birdland.
- 1998 - Brass Attitude.
- 2003 - Jam Session.
- 2004 - Live at Peacock Lane 1956.
- 2005 - Maynard Ferguson.
- 2006 - MF Horn 6: Live at Ronnie's.

### Realizaciones póstumas
- 2007 – The One and Only